# Theo Bos (ciclista)
Theo Bos (nascido em 22 de agosto de 1983) é um ciclista holandês que participa em competições de ciclismo de estrada e pista. É medalhista de prata olímpico e cinco vezes campeão mundial. É irmão do medalhista olímpico na patinação de velocidade, Jan Bos. Theo compete para a equipe sul-africana Dimension Data, de UCI Continental Profissional.
Em 2004, Theo Bos participou nos Jogos Olímpicos de Atenas, onde conquistou uma medalha de prata na prova de velocidade individual, atrás do ciclista australiano Ryan Bayley. Também disputou os Jogos Olímpicos de 2008 em Pequim, participando em três provas de ciclismo de pista.